# Leon II. (bizantinski cesar)
Leon II. (srednjeveško grško Λέων Β΄, latinsko Flavivs Leo Ivnior Avgvstvs), cesar Vzhodnega rimskega cesarstva, ki je vladal od 18. januarja do 17. novembra 474, * okoli 467, † 17. november 474.
Bil je sin Zenona in Ariadne in po materini strani vnuk cesarja Leona I. in Verine. Kot najbližji moški sorodnik Leona I. je bil po njegovi smrti imenovan za njegovega naslednika. Po imenovanju očeta Zenona za socesarja, je novembra 474 umrl zaradi neznane bolezni. Veliko se je šušljalo, da ga je zastrupila mati Ariadna, da bi možu Zenonu omogočila prihod na bizantinski prestol. 
Leona je resnično nasledil njegov oče, čeprav je njegova babica Verina poskušala to preprečiti.